# Mirror - Chi vive in quello specchio?
Mirror - Chi vive in quello specchio? (The Boogey Man) è un film horror del 1980 scritto, diretto e prodotto dal regista Ulli Lommel. In Italia è stato distribuito prima dalla Gvr e poi in VHS e DVD dalla Avofilm.

## Trama
Due bambini in tenera età, Willy e Lacey, fratello e sorella, spiano la madre che amoreggia con l'amante; vengono scoperti dai due adulti, che  legano il bambino nel suo letto. Liberato dalla sorella, Willy uccide a coltellate l'amante mentre giace, ubriaco, nella stanza da letto della madre, ove è presente un vecchio specchio.
Circa vent'anni dopo, Lacey è sposata e vive in una fattoria col marito Jake, il figlio e gli zii Ernest e Helen; con loro vive anche Willy, che dal giorno della tragedia è divenuto muto. La ragazza è ossessionata dagli incubi e, dopo averne parlato con uno psichiatra, decide di recarsi nella sua vecchia casa, dove attualmente vive una famiglia con due figlie adolescenti e il loro fratello minore: i genitori, che hanno intenzione di vendere la casa, non sono presenti. Fingendo di essere interessati all'acquisto, Lacey e Jake girano per la dimora, finché la giovane donna non arriva nella camera matrimoniale, dove è ancora presente lo specchio: qui vede riflesso l'amante della madre (irriconoscibile a causa del collant che, per un gioco erotico, aveva infilato in testa la notte dell'omicidio) che, sdraiato sul letto, si alza e si avvicina minacciosamente, mentre nella realtà la stanza pare deserta. Sconvolta, Lacey distrugge la superficie riflettente. Jake, mortificato, raccoglie i pezzi dello specchio promettendo di ripararlo, ma un frammento gli sfugge. Da questo (e successivamente anche dagli altri frammenti) si manifesta un'entità invisibile che inizia la sua spietata e inarrestabile vendetta.